# Aeropuerto de Mocorón
El Aeropuerto de Mocorón, también conocido como el Aeropuerto de Durzona, (OACI: MHDU) es un aeródromo en el Departamento de Gracias a Dios en Honduras. Actualmente, el aeródromo es utilizado por el ejército hondureño y el ejército estadounidense en su labor contra el narcotráfico.

## Información técnica
El aeródromo tiene una sola pista de aterrizaje que mide 1.450 metros. La pista es de tierra y es designada "01/19". El aeródromo está ubicado a 7 kilómetros al sureste del pueblo de Mocorón, en una base militar hondureña remota cercana a la frontera suroriental con Nicaragua.
La baliza no direccional de Puerto Lempira (Ident: PLP) está ubicado a 56,1 kilómetros al estenordeste del aeródromo.

## Uso militar
El aeródromo es utilizado por el ejército hondureño y el ejército estadounidense en un esfuerzo compartido en la lucha contra el narcotráfico. El lado estadounidense está dirigido por el Joint Task Force-Bravo desde la base aérea José Enrique Soto Cano y el lado hondureño es liderado por el Quinto Batallón de Infantería de Honduras. En el pasado, el aeródromo también fue utilizado por el Coronel Oliver North para financiar el Contras en Nicaraqua durante el Irán-Contra.